# Volče, Tolmin
Volče so največja vas na desnem bregu reke Soče v Občini Tolmin.  
Leta 2015 je vas praznovala 1000 let prve pisne omembe vasi. Že leta 1995 pa je župnija Volče praznovala 1100 let. Cerkev Sv. Danijela, ki stoji na volčanskem polju, velja za najstarejšo krščansko cerkev na Tolminskem. Sodeč po zapisih je bila zgrajena leta 891, kar pa ni uradno potrjeno. 
V vasi ob glavni cesti ob vodnem izviru stoji tudi spomenik Kužno znamenje iz 15. stoletja. Leta 1479 je po vasi morila črna smrt, kuga. Voda studenca, ki nikoli ne presahne, je baje številne kužne bolnike ozdravila. Poleg tega se nobena od družin, ki so živele v bližini izvira, ni okužila s kugo. V zahvalo so tu postavili kužno znamenje, ki naj bi ljudi varovalo pred vnovičnim izbruhom te bolezni.  
Vas je bila med 1. svetovno vojno močno poškodovana. Iz tistega časa obstaja več starih slik, ki jih je mogoče najti ob spletnem iskanju vasi pod imenom Walzana ali Woltschach. 
Vas je ponovno poškodoval močan potres v Posočju leta 1976.